# De vernederden en gekrenkten
De vernederden en gekrenkten (Russisch: Униженные и оскорбленные), ook vertaald als Vernederd en gekrenkt, is een roman  van de Russische schrijver Fjodor Dostojevski uit 1861. Drie verhaallijnen worden ineengevlochten. Het is een roman in 4 delen met een epiloog.

## Inhoud
Hoofdpersonen:
- Iwan Petrowitsj, ofwel Wanja, de auteur en tevens hoofdpersoon van de roman.
- Natalja Nikolayewna,Natasja, de enige dochter van Ichmenew.
- Aleksej Petrowitsj, Aljosja, prins en zoon van vorst Pjotr Alexandrowitsj Walkowski.
- Pjotr Alexandrowitsj Walkowski, vorst en grootgrondbezitter. Weduwnaar, de vader van Aljosja.
- Nikolaï Sergejitsj Ichmenew, vader van Natasja en stiefvader van Iwan. Rentmeester van Pjotr in Wasiljewskoje.
- Anna Andrejewna Sjoemilowa, van verarmde adellijke afkomst, getrouwd met Ichmenew, moeder van Natasja.
- Elena, ofwel Nellie. Kleindochter  van Smith, al vrij snel in het boek een wees van 13 jaar na het overlijden van haar moeder Salzmann en grootvader Smith.
- Katerina Fjodorowna, Katja, rijke wees van een brandewijnfabrikant met een bruidsschat van 3 miljoen roebel. De ideale schoondochter voor Pjotr.
- Jeremias Smith, Engelse industrieel die door zijn dochter, die korte tijd getrouwd was met Pjotr Alexandrowitsj Walkowski, zijn totale vermogen is kwijtgeraakt aan laatstgenoemde.

## Verhaallijnen
- De auteur  Wanja slaagt er uiteindelijk in zijn novelle op tijd bij zijn uitgever af te leveren en ontvangt daarvoor een hoognodig voorschot van 500 roebel van zijn uitgever Aleksandr Petrowitsj. Deze novelle valt tevens samen met de in dit lemma beschreven roman.
- Aanvankelijk is er verliefdheid tussen de Iwan Petrowitsj en Natasja. Iwan was door Natasja haar vader opgenomen op het landgoed van de familie en daar opgegroeid. De stevige verliefdheid wordt doorbroken door prins Aljosja, die op zijn beurt ook nog een intense relatie opbouwt met Katja.
- Nellie belandt op een dag op de kamer van haar overleden grootvader, die bij toeval nu wordt bewoond door Wanja. Hij redt haar uit de klauwen van een hospita die haar misbruikt en geeft haar onderdak en een onderduikadres.

## Verhaal
Aan het begin van het boek dat zich dan afspeelt in Sint Petersburg ziet Wanja dat zijn geliefde Natasja gaat samenwonen met Aljosja. De vader van laatstgenoemde intrigeert en laat Aljosja uiteindelijk toch kiezen voor de jongere en veel rijkere Katja. Intussen loopt er al jaren een proces tussen deze Pjotr Alexandrowitsj Walkowski en zijn trouwe rentmeester, Nikolaï Sergejitsj Ichmenew, de vader van Natasja. Alles wijst erop dat de rentmeester ten onrechte in dit conflict 10.000 roebel gaat verliezen.
Wanja neemt intussen Nellie op en bemiddelt tussen Natasja en haar ouders. Langzaamaan wordt het hem duidelijk dat dit totaal verarmde meisje een (legale) dochter is van vorst Pjotr. Haar grootvader Smith en haar moeder waren door de vorst geruïneerd. Grootvader wilde daarna niets meer van haar moeder weten en Nellie poogde een tijd wanhopig tussen beiden te bemiddelen. Maar haar moeder sterft zonder vergiffenis te hebben gekregen van haar vader. Uiteindelijk wordt de steeds zieker wordende Nellie opgenomen in het gezin van de rentmeester, die volledig gebrouilleerd is met zijn dochter Natasja wegens haar omgang met prins Aljosja, de zoon van de vorst. De voormalig rentmeester ziet uiteindelijk in dat de vorst voor alle ellende verantwoordelijk is en verzoent zich met zijn dochter.
Nellie sterft aan een hartkwaal en heeft als wens dat Wanja en Natasja samen trouwen, hoewel ze zelf een oogje op hem had voor later. Of deze laatste wens in vervulling gaat blijft voor de lezer verborgen. In het aan Wanja nagelaten amulet zit een brief van Nellie haar moeder, die bewijst dat ze de dochter van vorst Pjotr is.

## Uitspraken en Thematiek
- ”Blijf arm”, door de moeder van Nellie.
- ”Bij vele vernederden en gekrenkten vindt men het openrijten van oude wonden en het scheppen van behagen in die handeling”. (analyse van het vreemde gedrag van Nellie)